# Râul Cracu, Pârâul Negru
Râul Cracu este un curs de apă, afluent al Pârâului Negru.

## Hărți
- Harta munții Tarcău  Arhivat în 22 februarie 2010, la Wayback Machine.